# Jarrion Lawson
Jarrion Lawson (* 6. května 1994) je americký sportovec, atlet, který se specializuje na skok daleký.
Během juniorského mistrovství světa v roce 2012 vybojoval bronzovou medaili v soutěži dálkařů. Na olympiádě v Rio de Janeiru v roce 2016 skončil v dálkařském finále čtvrtý. Na světovém šampionátu v roce 2017 získal ve skoku dalekém stříbrnou medaili. Jeho osobní rekord 858 cm pochází z roku 2016.